# Kukoboj
Kukoboj (ros. Кукобой) – wieś (sieło) w Rosji, w obwodzie jarosławskim, w rejonie pierwomajskim. W 2010 liczyła 886 mieszkańców.